# Xiphoscelidini
Xiphoscelidini is een tribus uit de familie van bladsprietkevers (Scarabaeidae). 

## Taxonomie
De volgende taxa zijn bij de tribus ingedeeld:
- Geslacht Aporecolpa van Lansberge, 1886
- Geslacht Callophylla Moser, 1916
- Geslacht Heteroclita Burmeister, 1842
- Geslacht Ischnostomiella Krikken, 1978
- Geslacht Lansbergia Ritsema, 1888
- Geslacht Meridioclita Krikken, 1982
- Geslacht Myodermidius Bourgoin, 1920
- Geslacht Oroclita Krikken, 1982
- Geslacht Phonopleurus Moser, 1919
- Geslacht Plochiliana Ruter, 1978
- Geslacht Protoclita Krikken, 1978
- Geslacht Rhinocoeta Burmeister, 1842
- Geslacht Scheinia Ruter, 1958
- Geslacht Xiphoscelis Burmeister, 1842